# Danville (Ohio)

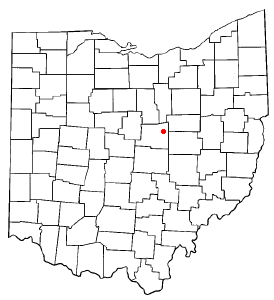
Danville na planie stanu Ohio

Danville – wieś w USA, w stanie Ohio, w hrabstwie Knox. Miejscowość została oficjalnie założona w roku 1813, a pierwszy raz opisana w roku 1833. Aktualnie (2014) burmistrzem wsi jest Robert L. Dile.
W roku 2010, 28,3% mieszkańców było w wieku poniżej 18 lat, 8,4% było w wieku od 18 do 24 lat, 26% od 25 do 44 lat, 24,4% miało od 45 do 64 lat, 12,8% było w wieku 65 lat lub starszych. We wsi było 49,2% mężczyzn i 50,8% kobiet.
Liczba mieszkańców w 2010 roku wynosiła 1 044, a w roku 2012 wynosiła 1 027.